# Calonastes imparipes
Genre
Espèce
Calonastes imparipes, unique représentant du genre Calonastes, est une espèce de copépodes de la famille des Rhynchomolgidae.

## Répartition
Cette espèce est endémique de Porto Rico. Elle se rencontre dans la mer des Caraïbes.
Ce copépode est associée au scléractiniaire Psammocora contigua.

## Classification
Le genre Calonastes et l'espèce Calonastes imparipes ont été décrits en 1978 par Arthur Grover Humes (d) et Carlos Goenaga (d).

### Publication originale
- (en) Arthur Grover Humes et Carlos Goenaga, « Calonastes imparipes, new genus, new species (Copepoda, Cyclopoida), associated with the antipatharian coral genus Stichopathes in Puerto Rico », Bulletin of Marine Science, États-Unis, vol. 28, no 1,‎ 1978, p. 189-197 (ISSN 1553-6955, e-ISSN 0007-4977).